# Michel Grandjean
Pour les articles homonymes, voir Grandjean.
Michel Olivier Grandjean, né le 12 avril 1931 et mort le 11 décembre 2010 en Pennsylvanie[réf. souhaitée], est un patineur artistique suisse.

## Biographie

### Carrière sportive
Il devient patineur professionnel en 1954. Il remporte en couple avec Silvia Grandjean les Championnats d'Europe de patinage artistique 1954 et obtient la médaille d'argent des Championnats du monde de patinage artistique 1954.

## Palmarès
| Compétition             | 1951 | 1952 | 1953 | 1954 |
| Jeux olympiques d'hiver |      | 7e   |      |      |
| Championnats du monde   | 7e   | 6e   | 4e   | 2e   |
| Championnats d’Europe   | 4e   | 4e   |      | 1re  |
| Championnats de Suisse  |      | 1er  | 1er  | 1er  |